# Elacatinus phthirophagus
Elacatinus phthirophagus es una especie de peces de la familia de los Gobiidae en el orden de los Perciformes.

## Morfología
Los machos pueden llegar a alcanzar los 3,2 cm de longitud total.

## Distribución geográfica
Se encuentra en Fernando de Noronha (Brasil ).

## Observaciones
Es inofensivo para los humanos.